# Llista de diputats al Parlament Europeu en representació d'Itàlia (IV Legislatura)

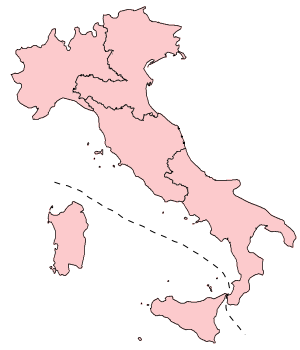
Els cinc districtes electorals per a les eleccions europees.

Llista de diputats al Parlament Europeu en representació d'Itàlia durant la IV Legislatura, del període comprès entre el 1994 i el 1999.

## Llista
| Nom i cognom              | Partit Nacional                  | Grup europeu              |  |
| ------------------------- | -------------------------------- | ------------------------- |  |
| Aldo Arroni               | Forza Italia                     | FE                        |  |
| Claudio Azzolini          | Forza Italia                     | FE                        |  |
| Monica Stefania Baldi     | Forza Italia                     | FE                        |  |
| Valerio Baldini           | Forza Italia                     | FE                        |  |
| Giampiero Boniperti       | Forza Italia                     | FE                        |  |
| Ernesto Caccavale         | Forza Italia                     | FE                        |  |
| Luigi Caligaris           | Forza Italia                     | FE                        |  |
| Ombretta Colli            | Forza Italia                     | FE                        |  |
| Alessandro Danesin        | Forza Italia                     | FE                        |  |
| Stefano De Luca           | Forza Italia                     | FE                        |  |
| Pietro Antonio Di Prima   | Forza Italia                     | FE                        |  |
| Luigi Andrea Florio       | Forza Italia                     | FE                        |  |
| Riccardo Garosci          | Forza Italia                     | FE                        |  |
| Giacomo Leopardi          | Forza Italia                     | FE                        |  |
| Giancarlo Ligabue         | Forza Italia                     | FE                        |  |
| Franco Malerba            | Forza Italia                     | FE                        |  |
| Alfonso Luigi Marra       | Forza Italia                     | FE                        |  |
| Roberto Mezzaroma         | Forza Italia                     | FE                        |  |
| Eolo Parodi               | Forza Italia                     | FE                        |  |
| Guido Podestà             | Forza Italia                     | FE                        |  |
| Giacomo Santini           | Forza Italia                     | FE                        |  |
| Umberto Scapagnini        | Forza Italia                     | FE                        |  |
| Antonio Tajani            | Forza Italia                     | FE                        |  |
| Luisa Todini              | Forza Italia                     | FE                        |  |
| Guido Viceconte           | Forza Italia                     | FE                        |  |
| Marilena Marin            |                                  |                           |  |
| Corrado Augias            | Partit Democràtic de l'Esquerra  | PES                       |  |
| Francesco Baldarelli      | Partit Democràtic de l'Esquerra  | PES                       |  |
| Roberto Barzanti          | Partit Democràtic de l'Esquerra  | PES                       |  |
| Rinaldo Bontempi          | Partit Democràtic de l'Esquerra  | PES                       |  |
| Pierre Carniti            | Partit Democràtic de l'Esquerra  | PES                       |  |
| Luigi Alberto Colajanni   | Partit Democràtic de l'Esquerra  | PES                       |  |
| Biagio De Giovanni        | Partit Democràtic de l'Esquerra  | PES                       |  |
| Giulio Fantuzzi           | Partit Democràtic de l'Esquerra  | PES                       |  |
| Fiorella Ghilardotti      | Partit Democràtic de l'Esquerra  | PES                       |  |
| Renzo Imbeni              | Partit Democràtic de l'Esquerra  | PES                       |  |
| Andrea Manzella           | Partit Democràtic de l'Esquerra  | PES                       |  |
| Enrico Montesano          | Partit Democràtic de l'Esquerra  | PES                       |  |
| Achille Occhetto          | Partit Democràtic de l'Esquerra  | PES                       |  |
| Giorgio Ruffolo           | Partit Democràtic de l'Esquerra  | PES                       |  |
| Roberto Speciale          | Partit Democràtic de l'Esquerra  | PES                       |  |
| Luciano Vecchi            | Partit Democràtic de l'Esquerra  | PES                       |  |
| Gerardo Bianco            | Partit Popular Italià            | EPP                       |  |
| Giovanni Burtone          | Partit Popular Italià            | EPP                       |  |
| Carlo Casini              | Partit Popular Italià            | EPP                       |  |
| Pierluigi Castagnetti     | Partit Popular Italià            | EPP                       |  |
| Maria Paola Colombo Svevo | Partit Popular Italià            | EPP                       |  |
| Giampaolo D'Andrea        | Partit Popular Italià            | EPP                       |  |
| Antonio Graziani          | Partit Popular Italià            | EPP                       |  |
| Carlo Secchi              | Partit Popular Italià            | EPP                       |  |
| Umberto Bossi             | North League                     | ELDR (1994–1997) / NI     |  |
| Gipo Farassino            | North League                     | ELDR (1994–1997) / NI     |  |
| Raimondo Fassa            | North League                     | ELDR                      |  |
| Marco Formentini          | North League                     | ELDR (1994–1997) / NI     |  |
| Marilena Marin            | North League                     | ELDR / FE                 |  |
| Luigi Moretti             | North League                     | ELDR (1994–1997) / NI     |  |
| Alexander Langer          | Federació dels Verds             | G                         |  |
| Adelaide Aglietta         | Federació dels Verds             | G                         |  |
| Carlo Ripa di Meana       | Federació dels Verds             | G (1994–1998) / EUL–NGL   |  |
| Luciano Pettinari         | Rifondazione Comunista           | EUL–NGL (1994–1998) / PES |  |
| Luigi Vinci               | Rifondazione Comunista           | EUL–NGL                   |  |
| Fausto Bertinotti         | Rifondazione Comunista           | EUL–NGL                   |  |
| Luciana Castellina        | Rifondazione Comunista           | EUL–NGL                   |  |
| Lucio Manisco             | Rifondazione Comunista           | EUL–NGL                   |  |
| Pier Ferdinando Casini    | Centre Cristià Democràtic        | FE                        |  |
| Alessandro Fontana        | Centre Cristià Democràtic        | FE                        |  |
| Enrico Ferri              | Centre Cristià Democràtic        | NI / FE                   |  |
| Livio Filippi             | Pacte Segni                      | EPP                       |  |
| Danilo Poggiolini         | Pacte Segni                      | EPP                       |  |
| Mariotto Segni            | Pacte Segni                      | EPP                       |  |
| Gianfranco Dell'Alba      | Lista Pannella                   |                           |  |
| Marco Pannella            | Lista Pannella                   |                           |  |
| Elena Marinucci           | Partit Socialista Italià         | PES                       |  |
| Riccardo Nencini          | Partit Socialista Italià         | PES                       |  |
| Leoluca Orlando           | The Network                      | G                         |  |
| Giorgio La Malfa          | Partit Republicà Italià          | ELDR                      |  |
| Michl Ebner               | Partit Popular del Tirol del Sud | EPP                       |  |